# أيزاياه بارينت
أيزاياه بارينت (بالإنجليزية: Isaiah Parente)‏ هو لاعب كرة قدم أمريكي، ولد في 16 مارس 2000 في مدينا في الولايات المتحدة.

## وصلات خارجية
- أيزاياه بارينت على موقع الدوري الأمريكي (الإنجليزية)
- أيزاياه بارينت على موقع قاعدة بيانات كرة القدم.إي يو (الإنجليزية)
- أيزاياه بارينت على موقع Soccerway.com (الإنجليزية)